# Energy Airforce
Energy Airforce (エナジーエアフォース) est un jeu vidéo de combat aérien développé et édité par Taito Corporation, sorti en 2002 sur PlayStation 2.
Il a pour suite Energy Airforce Aim Strike!.

## Système de jeu
Le système de jeu d'Energy Airforce est scindé en deux blocs : "Arcade" et "Missions". Il faut passer différents types de licences (roulage au sol, décollage, atterrissage, catapultage et appontage, bombardement, utilisation de leurres, etc.) dont la difficulté est assez élevée afin de véritablement entamer le scénario, si l'on choisit le mode Mission. En effet, les développeurs ont poussé le réalisme assez loin, notamment lors des phases d'atterrissage et d'appontage où le taux de descente doit être soigneusement planifié. Il faudra réussir les tests pour chacun des avions mis graduellement à disposition, dont le HUD diffère et oblige donc le joueur à se réadapter.
Le mode "Arcade", dénommé "Dogfight", offre quelques missions du type shoot'em up : différents scénarios (défense d'une ville par exemple) permettent aux joueurs friands de ce type d'affrontements d'éluder la réelle difficulté du mode "Mission", en tout cas pour les novices de simulation de vol. À noter qu'un mode "Libre", dont le décor est une île de moyenne taille équipée de deux pistes, permet de se familiariser avec le maniement des appareils et bénéficier d'une liberté propre aux simulateurs de vol plus évolués.